# Магията Дореми
„Магията Дореми (на японски: おジャ魔女どれみ) е японски анимационен сериал. Създадени са общо 201 епизода в четири сезона, 2 пълноментажни филма и оригинална видео анимация, които са излъчвани по японската телевизия Асахи. Издадени са също така и манга изданията.

## В България
В България сериалът се излъчва през 2007 г. по Канал 1, където е излъчен само втори сезон.